# Re Niliu
I Re Niliu sono un gruppo italiano di musica etno/world.

## Storia del gruppo

### Gli esordi
I Re Niliu furono fondati a Catanzaro l'8 dicembre del 1979 da Ettore Castagna, Sergio Di Giorgio, Francesco Forgione, Gino Parise, Goffredo Plastino ed Emilio Rinaldo con l'incontro quasi casuale di questi musicisti ad una festa sull'Africa. La band deve il nome a Francesco Forgione, che pensò di ispirarsi alla fiaba di Tiriolo con per protagonista un Re di cera. È una fiaba triste dove il re muore senza poter godere le sue ricchezze e la suggestione era quella di concedere una simbolica rivincita al Re Niliu.
Questa prima formazione durerà sin quasi al 1983, con la definitiva entrata di Danilo Gatto e l'uscita di Francesco Forgione, Emilio Rinaldo e Gino Parise. Di questo primo Re Niliu non esistono registrazioni tranne un live in studio per la Radio Svizzera registrato a Bellinzona (CH) a cura di Pietro Bianchi. Gli arrangiamenti sono ancora “rudimentali” ma il gruppo aveva già un suo sound originale che lo aveva portato a partecipare ai più importanti festival nazionali sin dal 1981. Erano tempi nei quali non vi era alcuna moda dell'etnico e il gruppo divenne rapidamente un riferimento per la musica del sud Italia oltre le varie e più note realtà che si muovevano in ambito napoletano. Nato inizialmente a Catanzaro il gruppo inizierà a gravitare stabilmente su Reggio Calabria già dalla prima metà degli anni '80. Questo sia per motivi di studio o di lavoro dei suoi componenti ma soprattutto di interesse verso l'entroterra reggino e la sua ricchezza etno-musicale.
Dopo poco più di un anno di attività erano subito giunti i primi appuntamenti europei confrontandosi con realtà molto qualitative. Sin dal principio il gruppo Re Niliu sentirà come molto urgente il problema universale di tutti i gruppi che affrontano l'ambito etno, quello del rapporto con le radici e con la storia dei luoghi di appartenenza. Sotto la spinta in particolare di Sergio Di Giorgio ed Ettore Castagna il gruppo diviene una sorta di unità permanente di ricerca “sul campo” svolgendo negli anni un lavoro molto capillare di indagine sulla musica contadina della Calabria meridionale, frequentando i maestri della tradizione, imparando gli strumenti musicali pastorali e contadini, registrando, fotografando, filmando instancabilmente. Si intuisce subito, insomma, la ricchezza del patrimonio folclorico calabrese e la necessità di studiarlo. E mentre inizia un'attività concertistica destinata a non arrestarsi, nel frattempo la ricerca "sul campo" diventa sempre più la risorsa centrale culturale del gruppo.
La Calabria viene percorsa a tappeto e si instaurano alcuni rapporti forti con dei maestri della tradizione. Fra tutti ricordiamo Giuseppe Fragomeni per la lira nella locride ed il grande cantore Domenico Tropea, Saverio, Peppe e Pietro Ranieri, vera dinastia di ciarameddari a chiave delle Serre catanzaresi, la famiglia Pizzimenti, maestri della musica per danza dell'Aspromonte, i maestri musicisti e tornitori Antonino Megale di Bagaladi (RC) e Santino Bufanio di Cetraro (CS). Nel 1983 entrerà Salvatore Megna destinato a restare la voce del gruppo per oltre un decennio. Nel 1984 il Re Niliu completa la registrazione del suo primo disco Non suli e no'luna (Madau Dischi). È un lavoro interamente acustisco nel quale si affacciano già varie composizioni ed arrangiamenti che marcano lo stile del gruppo.

### Il progetto elettrico
Il 1985 è una fase magmatica. Il gruppo incontra il suono elettrico. Numerosi musicisti transitano anche per poco nella band. Esce definitivamente Goffredo Plastino. Inizia un rapporto incostante ma molto ricco con il batterista Mimmo Mellace. Il gruppo si pone il problema di una batteria “etnica” e di cercare delle nuove sonorità. Il trasferimento di Mellace negli USA (che risulterà temporaneo) convincerà il gruppo a stabilirsi in quartetto (Castagna, Di Giorgio, Megna, Gatto) e sarà il quartetto di base, “storico” del gruppo sino a metà degli anni '90.
Artisticamente è una fase cruciale per il gruppo che continua a porsi concretamente il problema del rapporto tradizione-innovazione. Questa fase di sperimentazione porterà al secondo disco Caravi (1988 - Robi Droli). Caravi si presenta per molti versi come un lavoro anticipatore di quelle che saranno alcune delle tendenze della world music italiana di là da venire. Alcuni giornalisti riconosceranno molti anni dopo il sound anticipatore di Caravi che rimase parzialmente incompreso in quella fase.
Nel 1989 inizia una nuova fase di elaborazione che porterà alla costruzione di un progetto "elettrico" del gruppo. Rientra dagli USA Mellace e nonostante la sua partecipazione ad altri organici professionali il batterista riesce a imprimere un suo contributo a quella che è una vera svolta del sound del gruppo. Castagna e Di Giorgio insistono molto sull'utilizzo degli strumenti etnici e del loro stile nel nuovo contesto elettrico. Per la prima volta si mescolano zampogne calabresi, lira, doppi flauti a strumenti elettrici e digitali. La chitarra elettrica viene “zampognizzata” con una ricerca sull'accordatura e sulla timbrica digitale e sulle modalità esecutive. Accanto all'organetto avrà una presenza stabile la tastiera ed in vista del disco i primi campionamenti. Rimane un uso della voce caratterizzato dalle scale e dall'emissione popolare. Nel 1990 l'entrata di Enzo Tropepe risolverà il problema di un bassista capace di interpretare il sound del gruppo ma nel periodo di registrazione del nuovo disco, dal '92 al '95, il bassista sarà il reggino Fulvio Cama. Sarà decisivo il suo apporto negli arrangiamenti ritmico-armonici delle parti del basso.

### Pucambù
Nel 1993 esce Pucambù (Il Pontesonoro). Il disco entusiasmerà molta stampa europea arrivando secondo, episodio unico per un gruppo italiano, nella World Music Charts Europe di agosto 1994 prevalendo su mostri sacri come Manu Dibango e Fela Kuti. Lo stesso Ben Mandelson dei Three Mustaphas Three dichiarerà che, per il solido rapporto con il mondo etnico e per la raffinata ironia, il Re Niliu è il gruppo che più assomiglia alla mitica band britannica. Seguirà la partecipazione ad una quantità di prestigiose compilation (da Planet Soup a Strictly Worldwide, a Canti Sudati sino al riconoscimento della Folk Roots Compilation).

### Oliod'olivaurbanomassimaacidità
A partire dal 1995 il gruppo vive una forte crisi artistico-organizzativa che sfocerà con la fuoriuscita di alcuni componenti che andranno a costituire i Phaleg. Escono Danilo Gatto e Salvatore Megna (per fondare i Phaleg) ai quali si aggiunge anche Fulvio Cama per un breve periodo e questa frattura si rivelerà condizionante per tutti e accompagnata da inutili (con gli occhi di oggi) polemiche. Sino al 1996 l'attività elettrica prosegue in quartetto (Castagna, Di Giorgio, Mellace, Tropepe). Sono gli anni del progetto "Oliod'olivaurbanomassimaacidità" e della maggior notorietà nazionale del gruppo. Ma siamo all'inizio del declino. Per una serie di difficoltà lavorative e legate alla vita quotidiana la band inizia a rallentare la sua attività nel 1999.

### Il progetto acustico, scioglimento e ricostituzione del gruppo
Dal 1999 un nuovo cambio di formazione il gruppo tenta una strada completamente nuova. Un progetto assolutamente acustico e sulla base esclusiva degli strumenti tradizionali. A Castagna e Di Giorgio si affiancano due musicisti tradizionali reggini Mimmo Vazzana e Diego Pizzimenti.
Nel 2000 si inizia la registrazione di un nuovo album che rimarrà incompleto e inedito (Sciafrò). Nel dicembre 2001, dopo ben 22 anni, il gruppo deciderà di sospendere la propria attività. Fra il 2012 e il 2013 alcuni membri storici della formazione hanno deciso di riprendere il percorso artistico. In data 24 agosto 2014 si è tenuto in Reggio Calabria, Spazio Lupardine, il primo concerto del ricostituito gruppo. Si riallaccia il filo con il sound elettroacustico di Pucambù con incursioni nel digitale. Ai nomi storici di Ettore Castagna, Salvatore Megna, Mimmo Mellace ed Enzo Tropepe, si sono aggiunti la voce e chitarra battente di Mico Corapi, le zampogne e pipite di Peppe Ranieri, gli organetti e tastiere di Giampiero Nitti. La band dopo un anno di lavoro in studio rilascia il nuovo album dal titolo ispirato a una poesia dello scrittore calabro-canadese Antonino Mazza, "In a Cosmic Ear". La formazione del disco verrà rinnovata due anni dopo. Sulla base del duo storico Castagna e Mellace avremo la nuova entrata di Giuseppe Muraca (voce, fiati, lira), Chiara Mastroianni (voce), Nico Canzoniero (chitarra elettrica e digitale). In merito all'attività del gruppo è attivo il sito ufficiale della band: www.reniliu.it

## Discografia

### Album
- 1984 - Non suli e no' luna
- 1988 - Caravi
- 1994 - Pucambù
- 2000 - Sciafrò (rimasto inedito e incompleto)
- 2015 - In a Cosmic Ear

Il gruppo ha partecipato a 14 compilation con brani editi ed inediti:
- 1995 - Canti randagi